# Xã Engelmann, Quận St. Clair, Illinois
Xã Engelmann (tiếng Anh: Engelmann Township) là một xã thuộc quận St. Clair, tiểu bang Illinois, Hoa Kỳ. Năm 2010, dân số của xã này là 726 người.